# Slag bij Stirling's Plantation
De Slag bij Stirling's Plantation is een veldslag tijdens de Amerikaanse Burgeroorlog die plaatsvond op 29 september 1863 in Pointe Coupee Parish (Louisiana).

## Achtergrond
Na de nederlaag van de Noordelijken bij de Tweede Slag bij Sabine Pass in september 1863 wilde de Noordelijke generaal Nathaniel P. Banks verschillende strategische locaties in Texas bezetten. Hij besloot om troepen te laten oprukken via de Bayou Teche en ze dan naar Texas te leiden. Generaal-majoor Ulysses S. Grant stuurde Banks een divisie, onder leiding van generaal-majoor Napoleon J.T. Dana om Morganza te beschermen tegen de Zuidelijke troepen die op de Atchafalaya River opereerden. Een detachement van 1.000 man werd bij Stirling’s Plantation gestationeerd om eventuele vijandelijke activiteiten te counteren. Brigadegeneraal Alfred Mouton zag kans om de Noordelijke troepen bij Fordoche Bridge, in de omgeving van Stirling's Plantation, aan te vallen.

## De slag
Op 19 september gaf Mouton de opdracht aan brigadegeneraal Thomas Green om de Noordelijken aan te vallen. Op 28 september stak Green de Atchafalaya Rivier over. Rond middernacht hadden alle eenheden de oversteek gemaakt. In de vroege morgen van 29 september marcheerden de Zuidelijken naar de vijand. De Zuidelijke cavalerie overviel de wachtposten bij de brug rond de middag. De andere eenheden van Green vielen de vijandelijke hoofdmacht aan. De meeste Noordelijke troepen werden gevangengenomen. Verschillende Noordelijke cavalerie-eenheden slaagden er wel in om te ontsnappen. Dana stuurde troepen om Green te onderscheppen. Door de slechte weersomstandigheden slaagde Green er evenwel in om te ontsnappen.

## Gevolgen
Hoewel de Noordelijke eenheid bij de brug verslagen werd, werden de Noordelijke voorbereidingen om vitale punten in Texas in te nemen niet in de war gestuurd.

## Bron
Beschrijving van de slag
 Fort Sumter · Santa Rosa Island · Fort Pulaski · Forten Jackson en St. Philip · New Orleans · Secessionville · Simmon's Bluff · Tampa · Baton Rouge · 1ste Donaldsonville · St. John's Bluff · Georgia Landing · 1ste Fort McAllister · Fort Bisland · Irish Bend · Vermillion Bayou · 1ste Charleston Harbor · 1ste Fort Wagner · Grimball's Landing · 2de Fort Wagner · 2de Charleston Harbor · 2de Fort Sumter · Plains Store · Port Hudson · LaFourche Crossing · 2de Donaldsonville · Kock's Plantation · Stirling's Plantation · Fort Brooke · Gainesville · Olustee · Natural Bridge